# Susannah Melvoin
Susannah Melvoin (* 26. ledna 1964 Los Angeles) je americká zpěvačka, skladatelka a herečka. Svou profesionální kariéru začala jako vokalistka Prince v polovině 80. let. Byla také členkou krátce působící kapely The Family, která byla Princovým vedlejším projektem. Následně spolupracovala s dalšími hudebníky, jako jsou např. Roger Waters, Eric Clapton nebo Mike Oldfield.
Jako skladatelka se podílela na mnoha písních, které hráli Madonna, Eric Clapton, Prince nebo její manžel Doyle Bramhall II. Melvoinová hrála rovněž malé role v několika krátkých filmech.
Susannah Melvoinová pochází z hudební rodiny a také její sourozenci jsou muzikanti. Bratr Jonathan Melvoin (zemřel v roce 1996) byl klávesistou, účastnil se např. několika turné kapely The Smashing Pumpkins. Sestra Melvoinové, její dvojče Wendy, je kytaristka (spolupracovala např. také s Princem). Jejich otcem byl jazzový pianista Mike Melvoin.
Susannah Melvoinová je provdaná za kytaristu Doyla Bramhalla II.